# スタックス (イヤースピーカー)
有限会社スタックス (STAX) は、日本の音響機器メーカー。埼玉県富士見市 に本社を置く。1938年（昭和13年）の創立以来、静電型のマイクロフォン、カートリッジ、スピーカー、ヘッドホンを中心に、アンプ、CDプレーヤー等までを製造・販売してきたが、2009年1月現在では、静電型ヘッドホンとその関連製品に専業化している。

## 沿革
- 1938年（昭和13年） 創立。
- 1964年（昭和39年） 昭和光音工業株式会社からスタックス工業株式会社に社名変更。
- 1996年（平成8年） スタックス工業株式会社の倒産により、業務を有限会社スタックスに移管。
- 2011年（平成23年）12月 中国企業の漫歩者科技（Edifier Technology）に1.2億円で買収され、業務資本提携を行う[2][3]。

## イヤースピーカー

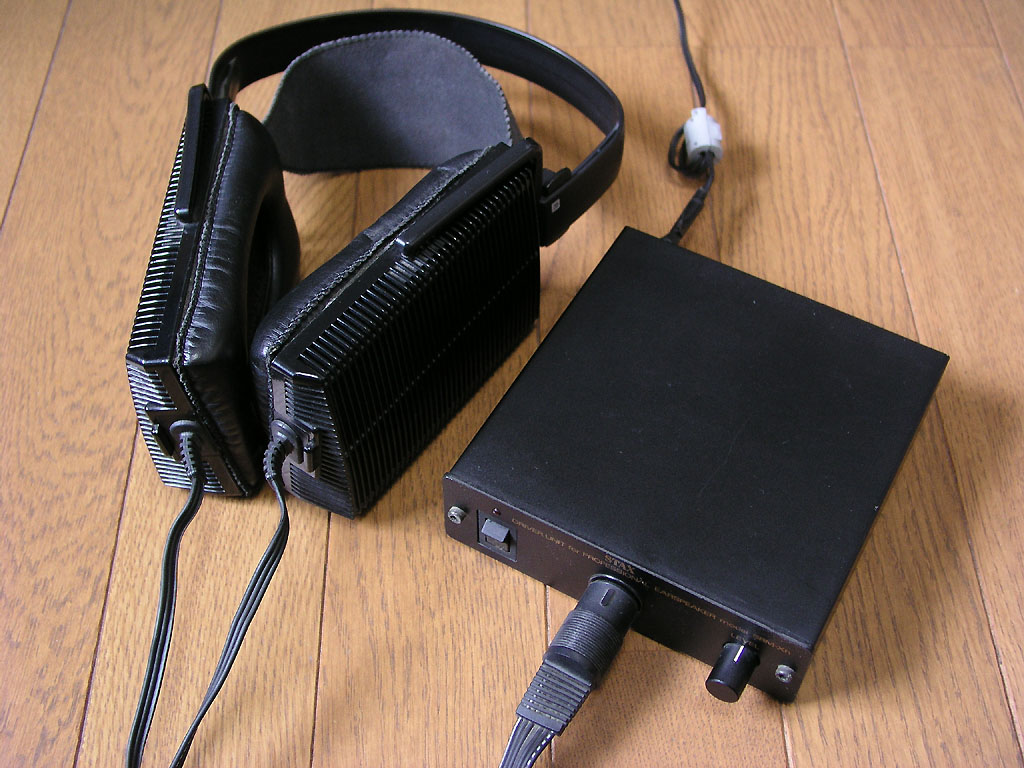
イヤースピーカーシステムの廉価モデル (Lambda Nova BASIC SYSTEM)。左がイヤースピーカー、右がドライバーユニット。（写真のモデルはスタックス工業時代のもので1994年製）

スタックス社の主力製品はコンデンサ型（静電型）ヘッドフォンである。スタックスではこれをイヤースピーカー（Earspeaker）と呼んでいる。通常、ヘッドフォンはアンプに接続して使用するが、同社のイヤースピーカーを使用するにはドライバーユニットと呼ばれる専用のアンプが必要である。
カナル型イヤホンのような小さなイヤースピーカーと電池駆動のドライバーユニットからなるポータブルモデルから、真空管を使用した超高級品のドライバーユニットまでラインナップされている。
その音は繊細で分解能が高く、「スピーカでこの音を出すには金額が2桁余分にかかる」とも言われる。

## 代表的な製品
イヤースピーカー(ヘッドフォン)
- SR-X9000
- SR-009S
- SR-009
- SR-007A
- SR-L700
- SR-L700MK2
- SR-L500
- SR-L500MK2
- SR-L300
- SR-507
- SR-407
- SR-307
- SR-003

ドライバーユニット(ヘッドフォンアンプ)
- SRM-T8000
- SRM-700S
- SRM-700T

- SRM-727A
- SRM-007tA
- SRM-353X
- SRM-D10
- SRM-006tS
- SRM-323S

セット商品(イヤースピーカーとドライバーユニット)
- SRS-5100
- SRS-3100
- SRS-4170
- SRS-3170
- SRS-2170
- SRS-005S